# Cladonia chimantae
Cladonia chimantae är en lavart som beskrevs av Ahti. Cladonia chimantae ingår i släktet Cladonia och familjen Cladoniaceae.   Inga underarter finns listade i Catalogue of Life.